# Протек
Протек — одна з найбільших російських фармацевтичних компаній, яка працює в усіх основних сегментах фармацевтичної галузі: дистрибуції, аптечної торгівлі та виробництві. Штаб-квартира — в Москві.
Основа бізнесу компанії — оптова дистрибуція лікарської продукції. За підсумками 2013 року Протек входив в трійку найбільших дистриб'юторів за часткою на російському ринку прямих поставок лікарських засобів. Компанія була найбільшим учасником державної програми РФ додаткового лікарського забезпечення (ДЛО), в 2006 році поставивши пільговикам 25% ліків проти загального обсягу програми (перше місце серед дистриб'юторів).
Компанії належить аптечна мережа «Рігла» (на 31.12.2024 — 5518 аптек).